# Систем социјалног кредита
Систем социјалних кредита (кин: 社會 信用 體系) је пројекат кинеске владе којим користећи савремене информатичке технологије, алата за масовно праћење и технологије анализе великог броја података прати своје грађане и бодује њихово понашање .
Први пут га је применила кинеска влада 2010-их.

## Историја порекла
Кинеска влада је 14. јула 2014. први пут објавила план и циљеве за имплементацију система друштвеног рејтинга. Главни циљ увођења система је „изградња хармоничног социјалистичког друштва“. За координацију испуњавања постављених задатака створена је посебна комисија при Политбироу ЦК КПК.
У складу са општим документом „О планирању изградње система социјалних кредита (2014-2020)“ који је издао Државни савет, систем ће се фокусирати на четири области :
- поштење у јавним пословима,
- комерцијални интегритет,
- јавни интегритет,
- судска поузданост.

Тренутно је медијска покривеност ове иницијативе фокусирана углавном на рангирање појединачних грађана (што спада под „јавни интегритет”). Међутим, планови кинеске владе иду даље од овога и укључују планове рејтинга за сва предузећа која послују у Кини .
Према плану, систем би требало да буде имплементиран широм Кине до 2020. године, након тестирања пилот пројеката.
У септембру 2016, кинеска влада је објавила ажурирану листу санкција које ће бити предмет ниских рејтинга :
- забрана рада у државним органима;
- ускраћивање социјалне сигурности;
- посебан детаљан преглед на царини;
- забрана обављања руководећих позиција у прехрамбеној и фармацеутској индустрији;
- одбијање авио карата и вожње у ноћним возовима;
- ускраћивање места у луксузним хотелима и ресторанима;
- забрана школовања деце у скупим приватним школама.

## Имплементација
У 2015. години, осам компанија је добило дозволу за покретање пробних система, укључујући Алибаба Гроуп и Тенцент.
2017. године систем је почео да ради у одабраним градовима, као што је Ронгченг.
1. маја 2018. године ступила су на снагу ограничења за грађане и предузећа са ниским степеном поузданости .
01.01.2021. донет је Грађански сет закона, званично озаконивши „Систем социјалног кредита“ у Кини. Сваки грађанин добио је почетни рејтинг од 1000 поена. Јединствени информациони центар анализира свакога према 160 хиљада различитих параметара из 142 установе. Ако је рејтинг више од 1050 поена грађанин се квалификује као узоран и означава се индексом ААА. С 1000 поена може се рачунати на А+, а с 900 – на Б. Ако је рејтинг пао ниже од 849 поена, додељује се категорије Ц, која не дозвољава запослење у државним и општинским структурама. За 599 поена означаве се групом Д што је упоредиво с „црном линијом“ тако да не могу добити дозволе ни за приватну делатност, не могу добити кредит, карте за превоз. По новом закону Кинези могу добијати поене за:
- Учешће у добортворним делатностима,
- Брига о старим члановима породице,
- Добар однос са суседима и помоћ сиромашним,
- Добровољно давање крви,
- Подршка владе на друштвеним мрежама,
- Добра финансијска кредитна историја,
- Извршавање било ког херојског поступка, итд.

У грађанина се могу одузимати поени за:
- Кршење саобраћајних прописа
- Учешће у протестима против власти и постављање објава против Владе на друштвеним мрежама,
- Незадовољавајућа помоћ остарелим родитељима,
- Ширење гласина и лажних вести преко интернета,
- Неискрена извињења за учињене преступе,
- Учешће у раду секти и превара у он-лајн играма, итд.[10].

## Критика
Идеја је више пута критикована због сличности последица са режимом диктатуре 
Увођење система социјалног кредита у Кини, није наишло на одобравање широм света и често је називано тотемом кинеског техно-ауторитаризма. Иако је на домаћу „црну листу” доспело већ 10 милиона грађана и компанија, „Форин полиси” пише да овај централизовани систем није пројектован с намером да алгоритам одређује положај људи у друштву.
Систем социјалног кредита замишљен је да побољша спровођење закона и административних правила како би се спречили скандали, почев од продаје неисправне хране, преко безбедности на послу, па до малверзација с неисплаћивањем заосталих плата, непоштовања уговора и судских налога. Прекршиоци закона обичавали су да се преселе у другу провинцију како би избегли кажњавање. Увођењем система социјалног кредита омогућена је размена података и прављења црних листа широм земље за преступнике како би се принудили да поштују закон. Како пише „Форин полиси”, надзор и репресија над политичким неистомишљеницима или мањинама у Кини препуштени су другим, инвазивнијим програмима надзора, као што су „Златни штит” и „Оштре очи” .